# Associació d'Autors Nigerians
L'Associació d'Autors Nigerians (anglès Association of Nigerian Authors, ANA) representa als escriptors creatius de Nigèria a casa i a l'estranger. Va ser fundada el 1981 pel novel·lista Chinua Achebe com a president. L'actual president és Wale Okediran. L'associació té sucursals a tots els estats de Nigèria.
El governador de l'estat del Níger Mu'azu Babangida Aliyu ha estat patrocinador de l'associació. El gener de 2008, va dir a la delegació de l'Associació d'Autors Nigerians a l'Estat del Níger: Crec que l'estat del Níger serà l'estat més publicat el 2008. Us publicarem ... L'estat només havia publicat vint títols el 2008. Parlant a l'octubre de 2009 en una convenció de l'Associació d'Autors Nigerians, Aliyu va dir que més del 90% dels polítics nigerians tenen intencions criminals, gastant enormes quantitats de diners per al seu benefici públic.

## Premis que ha esponsoritzat
En 2004 va patrocinar els següents premis:
- Premi de literatura infantil ANA/ATIKU ABUBAKAR Sola Alamutu i Dawodu Peju: Cate Saves the Ikopi Rainforest (guanyador); Lawal–Solarin, Tunde: Lanre and the Queen of the Stream; Olajire Olanlokun: Children Poetry for Pleasure.
- Premi dramàtic ANA/NDDC (En honor de J. P. Clark) Yahaya Dangana: The Royal Chambers (guanyador); Chetachukwu Isaacs-Iroegbu: Ezewanyi; Leke Ogunfeyimi: Sacrifice the King.
- Premi ANA/NDDC (En honor de Gabriel Okara) Ohaeto Ezenwa: Chants of a Minstrel (guanyador); Emeka Agbayi: Stars Die; Segun Akinlolu: King’s Messenger.
- Premi de prosa ANA/NDDC (En memòria de Ken Saro-Wiwa) Arthur-Worey: Fola: The Diaries of Mr Michael (guanyador); Philip Begho: Jelly Baby; Brisibe-Dorgu: Gesiere: Love So Pure.
- Premi ANA/Spectrum Tayo Olafioye: Tomorrow Left Us Yesterday (guanyador); Ifeoma Chinwuba: Merchants of Flesh; Toni Kan: Ballads of Rage.
- Premi ANA/Cadbury Simbo Olorunfemi: Eko Ree (guanyador); Nnadi Amu: Pilgrim’s Passage; Joe Ushie: Hill Songs.
- Premi per a dones escriptores ANA/NDDC FLORA NWAKPA Njere Chydy: Ordinary Women. (Els jutges van assenyalar que no hi ha submissió superlativa per a la categoria, per tant, no cal esmentar cap entrada.)
- Periodisme literari ANA, 2004 Ohai Chuks (Daily Independent, guanyador); Sumaila Umaisha (New Nigerian, guanyador).